# Чепља (Горж)
Чепља (рум. Ceplea) насеље је у Румунији у округу Горж у општини Плопшору. Oпштина се налази на надморској висини од 142 m.

## Становништво
Према подацима из 2002. године у насељу је живело 494 становника, од којих су сви румунске националности.